# Сен Реми де Прованс
Сен Реми де Прованс (фр. Saint-Rémy-de-Provence) је општина на југу Француске, у департману Ушће Роне.
Површина - 89.09 km², становништво - 10.203 људи (2006) са тенденцијом повећања по процени 10.406 људи (2012), густина насељености - 116.8 лица / km².

## Демографија
| 1962. | 1968. | 1975. | 1982. | 1990. | 1999. | 2006.  | 2011.  |
| ----- | ----- | ----- | ----- | ----- | ----- | ------ | ------ |
| 7.582 | 8.044 | 7.923 | 8.402 | 9.340 | 9.806 | 10.203 | 10.826 |

## Партнерски градови
- Пфаркирхен